# Île de Mézy
L’île de Mézy est une ancienne île de la Seine faisant partie de la commune de Mézy-sur-Seine. Elle forme aujourd'hui avec l'île Belle, commune de Meulan (en amont) et l'île de Juziers (en aval, commune de Juziers) une île unique, longue de 5 km. Les anciens noms sont restées pour chaque partie de la nouvelle île.
L'île de Mézy est principalement constituée de terres agricoles. On peut y accéder par la route par l'île Belle, reliée aux deux rives de la Seine mais elle n'offre pas d'accès routier à l'île de Juziers.